# Левитин, Анатолий Исидорович
Анатолий Исидорович Левитин — российский учёный в области рентгено-оптико-физических исследований алмазоносных руд, лауреат Государственной премии СССР (1986).

## Биография
Родился 21 сентября 1935 года в Ленинграде. Окончил оптический факультет ЛИТМО (1958).
В 1959—1966 годы в Ленинградском филиале ВНИИ геофизики и ВНИИ разведочной геофизики. Участник, руководитель работ по обоснованию и обеспечению аппаратурой люминесцентного каротажа нефтяных скважин.
С 1966 года в НПО «Буревестник». Руководил работами по созданию промышленных моделей рентгенолюминесцентных сепараторов алмазосодержащего сырья.
Разработал комплекс алмазных рентгенолюминесцентных сепараторов.
Кандидат технических наук (1968).

## Звания и награды
Лауреат Государственной премии СССР (1986) — за создание и внедрение технологии обогащения алмазосодержащих руд и россыпей Якутии на основе методов рентгенолюминесцентной сепарации.